# Sonido de Esperanza: La historia de Possum Trot
Sonido de Esperanza: La historia de Possum Trot (en inglés: Sound of Hope: The Story of Possum Trot) (también conocido simplemente como Possum Trot) es una película dramática estadounidense de 2024 dirigida por Joshua Weigel y coescrita por Rebekah Weigel. La actriz y activista Letitia Wright se desempeña como productora ejecutiva. Esta es una película biográfica sobre Donna y el reverendo Martin.

## Sinopsis
Tras la muerte de su madre en 1996, Donna sintió la vocación de cuidar a niños sin padres.  Tras contactar con una agencia de adopción, se enteró de la difícil situación de muchos otros niños. Junto con su esposo, el reverendo Martin, y la Iglesia Bautista Misionera Capilla Bennett de Possum Trot, Condado de Shelby (Texas), invitó a las familias a adoptar niños del sistema de acogida local.

## Reparto
- Elizabeth Mitchell como Susan Ramsey
- Demetrius Grosse como Reverendo Martin
- Nika King como Donna Martin
- Joshua Weigel como Pastor Mark
- Diaana Babnicova como Terri

## Producción
El rodaje tuvo lugar en Macon, Georgia, en el otoño de 2022, con un presupuesto de 8,5 millones de dólares. En febrero de 2024, se anunció que Angel Studios adquirió los derechos de distribución de la película en Norteamérica.

## Estreno
La película se estrenó en Estados Unidos el 4 de julio de 2024.